# クロカンガルー
クロカンガルー（英語：Western Grey Kangaroo、Macropus fuliginosus）は双前歯目カンガルー科カンガルー属に属する有袋類の一種である。オーストラリア南部に広く分布し、体高が約130cmと大型のカンガルーであり、体色は淡い灰色から茶色で、メスよりもオスの方が大きい。

## 分布
シャーク湾南部から南オーストラリア州の海岸地帯、ビクトリア州西部、ニューサウスウェールズ州およびクイーンズランド州のマレー・ダーリング川流域に及ぶオーストラリア南部の半乾燥地帯に分布している。また、南オーストラリア州のカンガルー島にはカンガルー・アイランド・カンガルー(Kangaroo Island Kangaroo)として知られる亜種が分布する。オーストラリア北部の熱帯地域やオーストラリアの南東部の肥沃な地域では見られない。

## 形態
体重28～54kg、頭胴長0.84～1.1m、尾長80～100cm、体高は約130cmになる。性的二型があり、オスはメスの約二倍の大きさになり、オスは体重が最大で約54kg、メスが最大で約28kgになる。体毛は厚く、ごわごわしており、色は淡い灰色から茶色であり、喉から胸、腹にかけては乳白色となる。また四肢の先端や爪、尾の先端部などは黒褐色となる。

## 生態
夕方から早朝にかけて活発に活動する夜行性動物で、最大15頭の群れになる。
食性は草食性で、主に草本類を採食するが、葉のある灌木や低木類の葉も採食する。成獣の雄が発する独特のカレーのような匂いから、Stinker（臭いやつ）という愛称がある。
繁殖期になると、オスはメスを巡り競り合う。この“ボクシング”と呼ばれる競争は、お互いに腕を組み合わせ、突っ張りあう。通常、グループ内の優位なオスのみが行う。
妊娠期間は30～31日間で、ジョーイ（Joey）と呼ばれる非常に小さな未熟児を産み、130～150日間、育児嚢の中で授乳し育てる。育児嚢から出た後も、42週目前後までは育児嚢に出入りする生活を送る。オスは2年半から4年で、メスは約20ヶ月で性成熟し、繁殖が可能になる。

## 分類
クロカンガルーは約200年もの間、分類学上の混乱の的となっていた。最初にこの種がヨーロッパ人により記録されたのは、マシュー・フリンダースが1802年にカンガルー島に上陸した時である。フリンダースは食糧として数頭を捕獲したが、これらがクロカンガルーだと考えられている。1803年にフランスの探検家がカンガルー島のクロカンガルーを数頭捕獲し、パリへと輸送され、動物園で数年間飼育された。偶然にも、フランスの国立自然史博物館の研究者が、これらのカンガルーが他のカンガルーと違いがあることを認め、1817年にMacropus fuliginosusとして公式に記載された。理由は不明のままであるが、タスマニアが原産地として記載された。100年の間この問題は取り残されていたが、1917年になり初めて研究者がタスマニア島のカンガルー(Forester Kangaroo)は、オーストラリア大陸南東部に広く分布するオオカンガルーと同じMacropus giganteusであると確認された。1971年になり、カンガルー島の種は西オーストラリア州南部のカンガルーと同じであるとわかり、この種の分布域はオーストラリア大陸の東部にまで達した。しばらくの間、大陸に2亜種と、カンガルー島の1亜種の3亜種があるとされ、最終的に、1990年代前半に現在の分類となった。

### 亜種

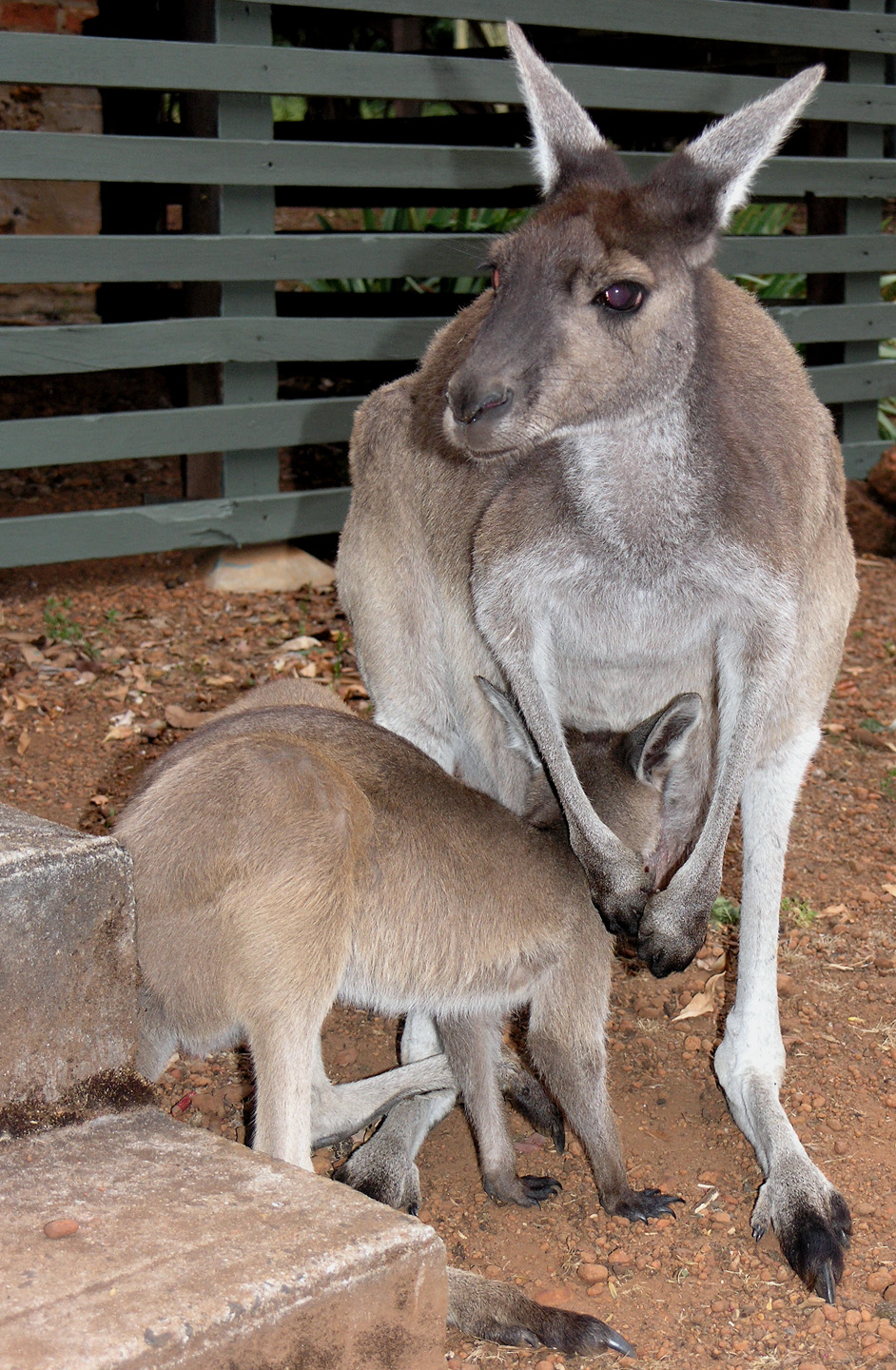
クロカンガルーおよびその幼獣

クロカンガルーには次の2つの亜種が確認されている。
M. f. fuliginosus：カンガルー島亜種。
M. f. melanops：オーストラリア大陸の亜種。西部から東部にかけ、毛色や体格などが異なる。
近縁種であるオオカンガルーがニューサウスウェールズ州と南オーストラリア州の州境付近、マレー・ダーリング川流域に分布しており、分布域が重なる。ときおり同じ群れの中に両種が入り交じることがある。野生化での交雑は確認されていないが、飼育下ではオオカンガルーのメスとクロカンガルーのオスの間に交雑個体が生じる。クロカンガルーはBlack-faced Kangaroo、 Mallee Kangaroo、 Sooty Kangaroo、Carno Kangarooとしても知られる。

## 人との関わり
オーストラリア政府や州政府の野生動物に関わる法により保護されているが、許可があれば害獣として駆除もしくは捕獲が認められる。